# Sonny Fortune
Pour les articles homonymes, voir Fortune.
Sonny Fortune, nom de scène de Cornelius Fortune, est un saxophoniste et flûtiste américain de jazz, né le 19 mai 1939 à Philadelphie (Pennsylvanie) et mort le 25 octobre 2018 à New York. 

## Carrière
Sonny Fortune effectue ses études au Granoff School of Music à Philadelphie puis commence dans un premier temps par jouer dans la région avec des groupes de R&B. En 1967, il s'installe et joue à New York, enregistrant au sein du groupe du batteur Elvin Jones durant un peu moins d'un an. En 1968, il intègre le groupe du percussionniste Mongo Santamaría avec qui il collabore durant deux années. Par la suite il travaille avec le chanteur Leon Thomas et de 1971 à 1973 avec le pianiste McCoy Tyner. Durant cette période il commence à jouer du saxophone soprano et se fait remarquer par ses participations aux albums Sahara, Song for My Lady et Song of the New World de Tyner. Après une courte collaboration avec le batteur Roy Brooks, Fortune accompagne en 1974 un autre batteur, Buddy Rich durant quelques mois. En septembre 1974 le trompettiste Miles Davis lui propose d'intégrer son groupe fusion pour remplacer le saxophoniste Dave Liebman et il y reste jusqu'à l'été 1975 où il est remplacé par Sam Morrison. Depuis Cannonball Adderley sur l'album Kind of Blue en 1959, Sonny Fortune est le premier altiste à enregistrer avec Davis; il enregistre avec lui les albums Big Fun, Get Up with It, Agharta et Pangaea,. Après sa courte période avec Davis, Fortune rejoint le cornettiste Nat Adderley puis forme son propre groupe en 1975, enregistrant en tant que leader un album remarqué, Awakening. Mais il se fait par la suite assez discret sur la scène jazz jusqu'à la fin des années 1980, jouant davantage en sideman qu'en leader. 
Dans les années 1990, il joue avec son propre quartet mais aussi avec le Nat Adderly Quartet ainsi qu'avec le Elvin Jones Jazz Machine. Il enregistre aussi plusieurs albums pour le label Blue Note qui reçoivent un bon accueil de la critique. Le premier qui paraît en 1994 et intitulé Four In One est un album consacré à la musique du pianiste Thelonious Monk. Fortune est cependant fortement influencé par la musique de John Coltrane, qu'il considère comme étant le musicien l'ayant le plus influencé; il intègre en 1987 et 1988 le Coltrane Legacy Band notamment en compagnie de McCoy Tyner, du batteur Elvin Jones et du contrebassiste Reggie Workman et enregistre en 2000 un étonnant album intitulé In the Spirit of John Coltrane.

## Discographie
En leader et co-leader (partielle)
| Enregistrement | Label        | Nom de l'album                  |
| -------------- | ------------ | ------------------------------- |
| 1974           | Strata-East  | Long Before Our Mothers Cried   |
| 1975           | A&M/Horizon  | Awakening                       |
| 1976           | A&M/Horizon  | Waves of Dreams                 |
| 1977           | Wounded Bird | Serengeti Minstrel              |
| 1978           | Atlantic     | Infinity Is                     |
| 1979           | Atlantic     | With Sound Reason               |
| 1992           | Konnex       | Laying It Down                  |
| 1993           | Konnex       | Monk's Mood                     |
| 1994           | Blue Note    | Four In One                     |
| 1995           | Blue Note    | A Better Understanding          |
| 1996           | Blue Note    | From Now On                     |
| 2000           | Shanachie    | In the Spirit of John Coltrane  |
| 2003           | Evidence     | Great Friends                   |
| 2007           | 18th & Vine  | You And The Night And The Music |
| 2009           | Sound Reason | Last Night at Sweet Rhythm      |

En sideman (partielle)
| Session | Leader            | Label     | Nom de l'album        |
| ------- | ----------------- | --------- | --------------------- |
| 1972    | McCoy Tyner       | Milestone | Sahara                |
| 1972    | McCoy Tyner       | Milestone | Song for My Lady      |
| 1973    | McCoy Tyner       | Milestone | Song of the New World |
| 1974    | Miles Davis       | Columbia  | Get Up with It        |
| 1975    | Miles Davis       | Columbia  | Big Fun               |
| 1975    | Miles Davis       | Columbia  | Agharta               |
| 1975    | Miles Davis       | Columbia  | Pangaea               |
| 1984    | Dizzy Gillespie   | Atlantic  | Closer To The Source  |
| 1990    | Rabih Abou-Khalil | Enja      | Al-Jadida             |
| 1989    | Rabih Abou-Khalil | Enja      | Bukra                 |